# You Owe Me (canção de The Chainsmokers)
"You Owe Me" é uma canção gravada pela dupla de produção americana The Chainsmokers, gravada para o seu segundo álbum de estúdio Sick Boy. Foi composto por Alex Pall e Andrew Taggart, com as letras sendo escritas por Pall, Taggart, Emily Warren, Chelsea Jade e a produção realizada por Shaun Frank e pela dupla. Foi lançada através de Disruptor Records e Columbia Records em 16 de fevereiro de 2018, sendo sucedido pelo seu primeiro single de 2018, "Sick Boy".

## Antecedentes
Em 14 de fevereiro de 2018, The Chainsmokers revelou a data de lançamento do single e a sua capa nas redes sociais. A arte apresenta um bife em forma de coração em um prato, cercado por vegetais vermelhos. Eles postaram uma prévia de áudio no dia seguinte. A canção foi comparada à mudança de som do Twenty One Pilots, com a dupla ter trocado seu estilo de música de dança eletrônica por "guitarras palm-muted, pop-punk e uma linha de sintetizador ocasional" e uma "rádio-amigável " com um som de rock alternativo.

## Videoclipe
O videoclipe, dirigido por Rory Kramer, mostra os integrantes como vampiros que devoram seus convidados depois de limparem a sua mansão meticulosamente.

## Faixas e formatos
| Download digital - iTunes |              |         |  |
| N.º                       | Título       | Duração |  |
| 1.                        | "You Owe Me" | 3:10    |  |

## Créditos e pessoal
Créditos adaptados através do Tidal.
- The Chainsmokers - composição, letras, produção, engenharia
- Emily Warren - letras, piano
- Chelsea Jade - letra
- Shaun Frank - produção, engenharia de mixagem
- Chris Gehringer - engenharia principal

## Desempenho nas tabelas musicais
| Tabelas musicais (2018)          | Melhor posição |
| -------------------------------- | -------------- |
| Austrália (ARIA)                 | 82             |
| Irlanda (IRMA)                   | 81             |
| Nova Zelândia Heatseekers (RMNZ) | 1              |
| Reino Unido Singles (OCC)        | 97             |
| Suécia (Sverigetopplistan)       | 55             |